# Susanna Rowson
Susanna Rowson (ur. 1762 w Portsmouth, zm. 1824 w Bostonie) – brytyjska i amerykańska nauczycielka, aktorka i pisarka. Autorka powieści Charlotte Temple, będącej największym amerykańskim bestsellerem do czasów Chaty wuja Toma Harriet Beecher Stowe. Urodziła się jako Susanna Haswell, córka oficera Royal Navy Williama Haswella i Susanny Musgrave. W latach 1768–1778 przebywała w Ameryce. W 1786 wydała swoją pierwszą powieść Victoria. Rok później wyszła za mąż za przedsiębiorcę Wiliama Rowsona. Opublikowała też Poems on Various Subjects (1788) i Mary; or The Test of Honour (1789).